# Ontur
Ontur és un municipi de la província d'Albacete, situat a 24 kilòmetres d'Hellín, que pertany a la comarca de Campos de Hellín. El 2021 tenia 1.963 habitants, quasi quatre-cents menys que el 2009.